# Commensalismo

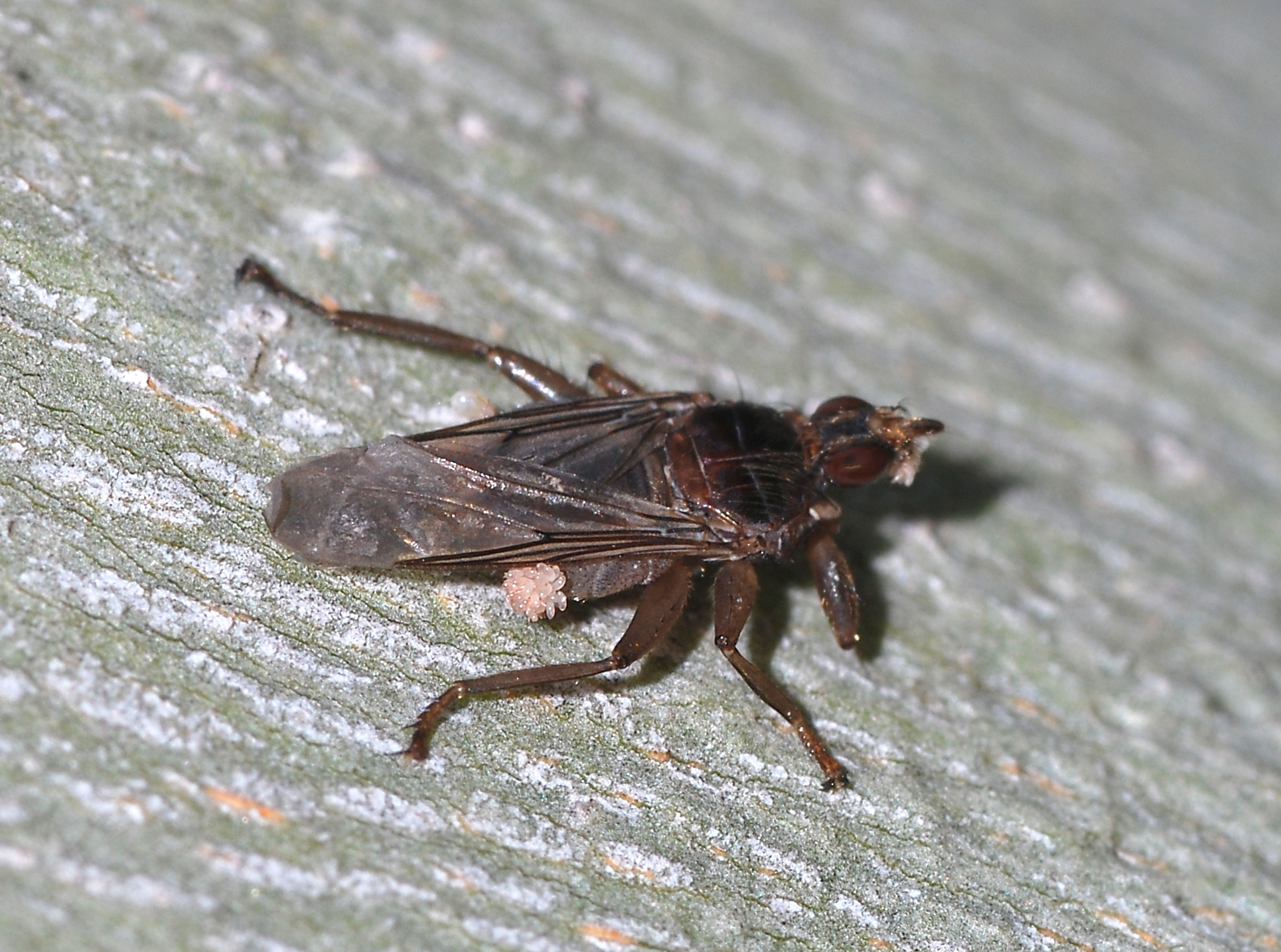
Acari foretici su una mosca (Pseudolynchia canariensis).

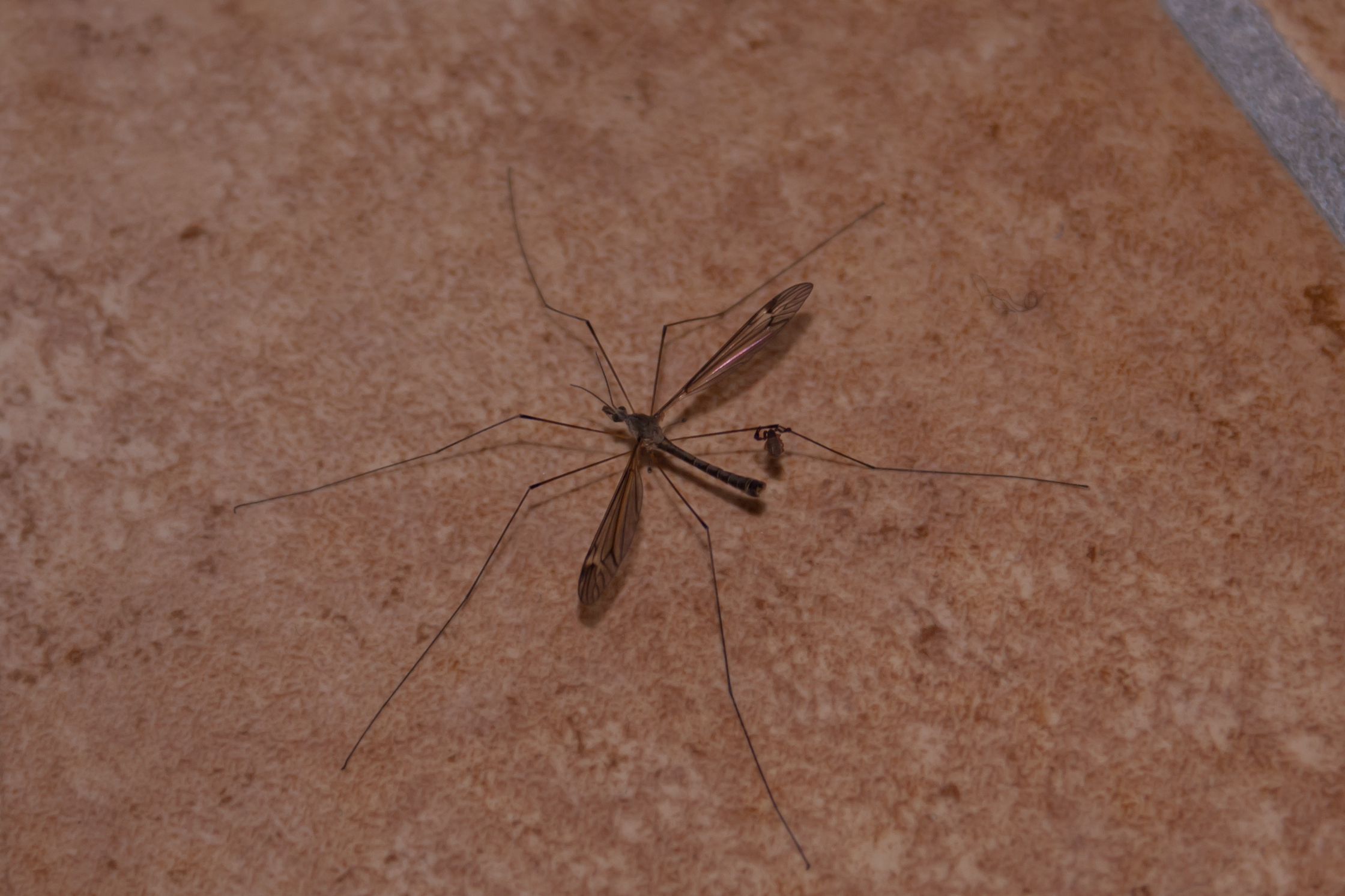
Foresi: uno Pseudoscorpionida attaccato alla zampa di una Tipulidae.

In biologia, il commensalismo è un'interazione non obbligatoria fra due esseri viventi in cui uno approfitta del nutrimento o degli scarti dell'altro senza procurare sofferenza o disturbo. Un organismo tra i due trae dei benefici dall'altro e l'altro non è né danneggiato né aiutato. Altri autori ritengono il commensalismo la condivisione dei medesimi spazi ambientali in cui cibarsi, anche dello stesso alimento, senza procurare danno o ridurre le possibilità nutrizionali dell'altra specie. Un tipico esempio può essere quello della mucca e della capra,  che si cibano di erba,  entrambe utilizzando il medesimo prato o spazio.

## Descrizione
Il termine deriva dalla parola commensale (dal latino cum = con e mensa = tavola, condividere la tavola), indicante qualcuno che partecipa ad un pasto, dividendo il cibo con gli altri, come d'uso nelle interazioni tra molte comunità animali.
Come in tutte le interazioni ecologiche, il commensalismo può variare per forza e durata. Può andare da un livello “intimo” e di lunga durata (simbiosi) ad una remota e sottile interazione in cui agiscono degli intermediari.
Originariamente il termine era usato per descrivere l'uso di grandi quantità di cibo da parte di altri animali, in attività come lo sciacallaggio (ovvero il cibarsi dei resti delle carcasse lasciate come avanzi del pasto da predatori più grandi, che vengono seguiti appositamente durante la caccia, sino al termine del pasto).
Tipi di commensalismo sono:
- Inquilinismo: un organismo ne usa un altro per abitarvi. Un esempio ne sono le piante epifitiche (come molte orchidee) che crescono sugli alberi, o uccelli che vivono in cavità negli alberi. Oppure a livello animale l'Urechis caupo, un sipunculide, che scava gallerie nella sabbia e fornisce nutrimento a policheti e a granchi del genere Scleropax, che vivono appunto nel tunnel da questo scavato.
- Foresi: un animale si attacca ad un altro solamente per essere trasportato. Concerne molti artropodi; un esempio di tale tipo di commensalismo sono per esempio gli acari su insetti (come farfalle, libellule o api), pseudoscorpione sui mammiferi[1] e millepiedi sugli uccelli[2]. La forési può essere sia obbligata che facoltativa, (indotta da condizioni ambientali); Un altro esempio è quello della Remora e dello squalo, dove la prima ottiene il cibo dai resti che sfuggono dalla bocca del secondo, quando attacca una preda; lo squalo, da parte sua non ne trae beneficio e nemmeno ne viene pregiudicato da questa interazione. Abbiamo anche gli acari sugli escrementi degli insetti. Esiste la foresi sia temporanea che permanente.
- Metabiosi: è un tipo di dipendenza più indiretta, in cui un secondo organismo utilizza qualcosa che il primo ha creato, dopo la morte di quest'ultimo. Un esempio ne sono i granchi eremiti o i paguri, che usano le conchiglie dei gasteropodi per proteggere i loro corpi.

La questione dei casi in cui la relazione tra gli esseri umani ed alcuni tipi di microbiota umano sia commensale o mutualistica rimane ad oggi talvolta senza risposta.
Alcuni biologi hanno compreso che qualsiasi relazione stretta tra due organismi, verosimilmente, non è neutrale per entrambe le parti, e che queste relazioni identificate come commensali sono spesso mutualistiche o parassitarie in una maniera non ancora ben definita. Per esempio, le piante epifite sono dei “pirati della nutrizione”, che possono intercettare ed assorbire anche discrete quantità di minerali nutrienti che sarebbero normalmente state assimilate dalle piante che le ospitano. Un largo numero di epifite su una stessa pianta ospitante può anche spezzarla o oscurarla, riducendo la sua attività fotosintetica.

## Esempi
Altri esempi di commensalismo sono:
- Il gabbiano mangia ciò che resta dei nostri pasti o scarti;
- Lo storno approfitta del nido abbandonato di un piccione;
- i germi commensali: per esempio una parte del microbiota umano (l'altra è simbiotica) o della flora vaginale;
- il pesce pilota e lo squalo;
- il pesce perla sfrutta l’ano del cetriolo di mare